# Exocentrus tenellus
Exocentrus tenellus là một loài bọ cánh cứng trong họ Cerambycidae.